# Оле Естмо
Оле Естмо (норв. Ole Østmo; Елверум, 13. септембар 1866 — Осло, 11. септембар 1923) био је норвешки првак у стрељаштву ВК пушком, учесник стрељачких такмичења на преласку из 19ог у 20. век. Био је светски првак и четвороструки освајач олимпијских медаља.
На првом Светском првенству у стрељаштву 1897. одржаном у Лиону Естмо је победио у дисциплини гађања пушком слободног избора ВК (великог калибра), из стојећег става, са 40 хитаца у мету на удаљености од 300 метара, постигнутим резултатом од 302 круга. Поред ове златне медаље освојио је и две сребрне (тростав појединачно и екипно) и једну бронзану у гађању из клечећег става.
Три године касније учествовао је на Летњим олимпијским играма 1900. у Паризу и освојио четири медаље 2 сребрне и 2 бронзане. Сребрне медаље освојио је у дисциплинама стојећи став са 299 кругова и као члан норвешке екипе у тростав екипно (4.290 кругова), а бронзане у гађању из лежећег става са 329 и тростава појединачно са 917 кругова.